# Cairokee
Cairokee (араб. كايروكي‎) — египетская рок-группа из города Каир, ставшая известной благодаря своим протестным песням во время революции в Египте в 2011 году.

## История
Музыкальный коллектив сформировался в 2003 году, в него вошли ведущий вокалист Амир Ид, соло-гитарист Шериф Хавари, барабанщик Тамер Хашем, клавишник Шериф Мостафа и бас-гитарист Адам Эль-Альфи. Известность к группе пришла с египетской революцией, когда Cairokee выпустили песню «Sout El Horeya» (рус. Голос Свободы). Следующий хит, «Ya El Midan» (рус. Вы, на площади), был посвящён протестам на площади Тахрир и ознаменовал возвращение известной в 1990-х исполнительницы Аиды эль-Аюби. В сентябре 2011-го они провели успешный концерт в Эль-Мансуре.
Дебютный альбом «Matloob Zaeem» был выпущен в июне 2011 при спонсорстве компании «Coca-Cola».
Тексты песен группы имеют остросоциальный политический характер: так, например, в песне «Matloob Zaeem» из одноимённого альбома воспеваются качества, которыми должен обладать новый президент Египта (альбом вышел во время выборов 2012-го года).
21 марта 2013-го Cairokee и группа Wust El-Balad выступили на саунд-клэш концерте, организованном компанией «Red Bull». В том же году песня «Sout El Horeya» вошла в музыкальный сборник «The Rough Guide to Arabic Revolution».

## Состав
- Амир Ид (Amir Eid) — вокал, гитара.
- Шериф Хавари (Sherif El Hawary) — соло-гитара.
- Тамер Хашем (Tamer Hashem) — ударные.
- Шериф Мостафа (Sherif Mostafa) — клавишные, бэк-вокал.
- Адам Эль-Альфи (Adam el-Alfy) — бас-гитара.

## Дискография

### Альбомы
- Matloob Zaeem (مطلوب زعيم) (2011)
- Wana Ma’a Nafsy A’ed (وانا مع نفسي قاعد) (2012)
- El Sekka Shemal (السكة شمال) (2014)
- Naas W Naas (ناس و ناس) (2015)
- No’ta Beida (2017) (نقطة بيضاء)

### Сборники
- The Rough Guide to Arabic Revolution (2013) — «Sout El Horeya»